# Katarzyna Kobylarczyk
Katarzyna Kobylarczyk (nascuda en 1980 a Cracòvia) és una reportera i escriptora polonesa.

## Trajectòria
Entre 2002 i 2008 traballà com a periodista a Dziennik Polski. Publicà articles en Gazeta Wyborcza, Polityka, Tygodnik Powszechny i National Geographic Traveler. També publicà en les revistes mensuals Lodołamacz –publicada pel teatro Łaźnia Nowa– i Nowa Fantastyka.
Debutà com a escriptora en 2009 amb la novel·la Baśnie z bloku cudów. Reportaże nowohuckie. Entre 2012 i 2016, cooperà amb l'Instituto de Cultura de Pequeña Polonia i escrigué llibres publicats com a part dels Días del Patrimonio Cultural de Pequeña Polonia. En esta etapa, escrigué els llibres W tym sęk (2012), Wejdź na szlak (2012), Wielki wybuch (2014), Był sobie czas (2015) i Wszystko płynie (2016).
Ha viscut a Espanya durant anys i ha escrit diveros reportatges sobre Espanya. En 2013, publicà Pył z landrynek. Hiszpańskie fiesty, sobre les festes espanyoles. En maig de 2020 el seu llibre sobre la guerra civil  Strup. Hiszpania rozdrapuje rany («Costra. Espanya furga en les seues ferides»), publicat per l'editorial Czarne, fou guardonada amb el premi Ryszard Kapuściński de Reportatge Literari.

## Premis
- 2004: Premi Pera de Oro (Zielona Gruszka)
- 2006: Premi del semanari Angora als millors periodistes de la premsa regional en 2006 per el article Szahada sobre les relacions polaco-àrabs.[13]
- 2006: Premi a la diversitat, contra la discriminació[13]
- 2020: Premi Ryszard Kapuściński de Reportatge Literari[11][8]